# Julia Gillard
Julia Eileen Gillard (Barry, 29 settembre 1961) è una politica australiana, ex Primo ministro del Commonwealth dell'Australia. Dal 1998 al 2013 fu membro del parlamento federale.

## Biografia
Julia Gillard fu la prima donna ad assumere la carica di primo ministro in Australia. 
Ricoprì la carica di vice-premier, ministro dell'educazione e del lavoro nel governo Rudd dal 2007 al giorno della sua elezione a capo del partito laburista, con conseguente nomina a premier.
Nel 2010 hanno fatto molto discutere le sue affermazioni riguardo alla possibilità che l'Australia diventi una repubblica alla fine del regno di Elisabetta II; infatti l'Australia, come altri Paesi del Commonwealth, è una monarchia con a capo il sovrano britannico e la Gillard ha affermato che vorrebbe vedere un progetto comune per concordare un modello di repubblica. Sempre nel 2010, la Gillard ha indetto elezioni legislative anticipate. Il 7 settembre 2010, a 17 giorni dal voto, Julia Gillard si è riconfermata alla guida del governo, grazie all'appoggio del "verde" Bandt e degli indipendenti Wilkie, Oakeshott e Windsor.
Il 26 giugno 2013 ha perso la contesa per la leadership del partito Laburista con il rivale del partito ed ex premier Kevin Rudd e, di conseguenza, ha rassegnato le dimissioni da primo ministro del Commonwealth dell'Australia al Governatore generale Quentin Bryce.